# Imbrasia anna
Imbrasia anna är en fjärilsart som beskrevs av J. Peter Maassen och Gustav Weymer 1886. Imbrasia anna ingår i släktet Imbrasia och familjen påfågelsspinnare. Inga underarter finns listade i Catalogue of Life.